# Martino Altomonte
Martino Altomonte, cuyo nombre real era Johann Martin Hohenberg, nació el 8 de mayo de 1657 en Nápoles y falleció el 14 de septiembre de 1745 en Viena. Fue una pintor barroco italiano de ascendencia austríaca que desarrolló su trabajo principalmente en Austria y Polonia.

## Vida y obra
El padre de Hohenberg nació en el Tirol y emigró a Nápoles. Hohenberg aprendió pintura como aprendiz de Giovanni Battista Gaulli.
En 1684 Hohenberg llegó a ser pintor de la Corte de Juan III Sobieski, Rey de Polonia, y fue allí donde cambió su nombre a Altomonte. En Varsovia pintó principalmente escenas de batallas y obras de carácter religioso. Tuvo seis hijos, el tercero de ellos Bartolomeo Altomonte, también se dedicó a la pintura.
Posteriormente Altomonte se trasladó a Viena y permaneció allí el resto de su vida, realizando frescos y piezas para altares 

## Galería

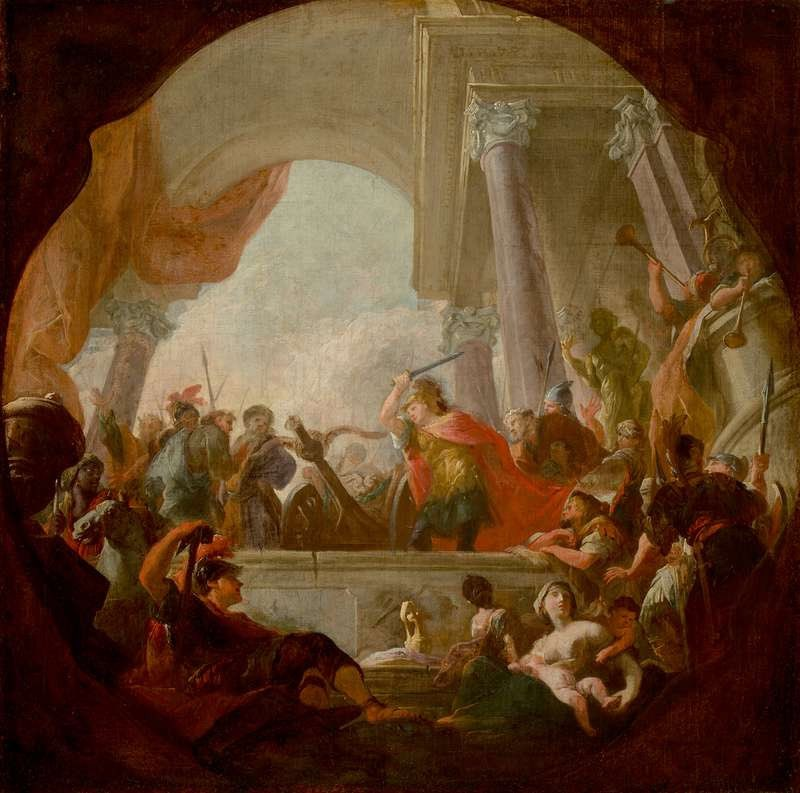
Alejandro cortando el nudo gordiano (1708)
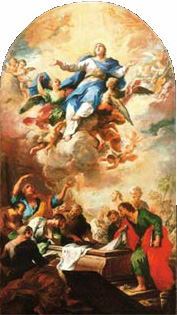
La Ascensión de María (1737), altar principal de la Abadía de Wilhering
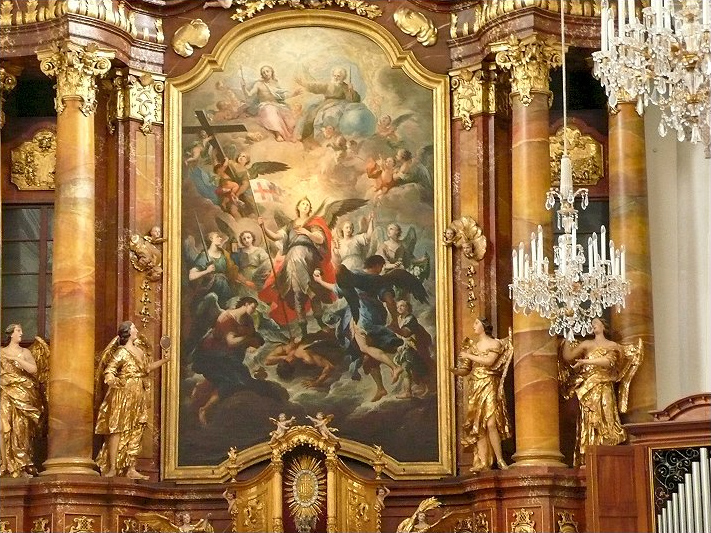
Altar Mayor (1738-40) de la Iglesia de las Ursulinas dedicada a San Miguel en Linz
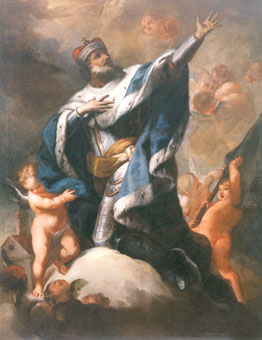
El apoteósis de Leopoldo III (1750)